# オーストラリア・ドル
オーストラリア・ドル（英語: Australian dollar）は、オーストラリア連邦で用いられる通貨の名称である。通貨コードはAUDであり、A$、豪ドルなどと称する。なお、オーストラリア領土以外では、ポリネシアのナウル・ツバル・キリバスでも用いられている。

## 概要
紙幣には 5, 10, 20, 50, 100ドル、硬貨には 5, 10, 20, 50セント及び1, 2ドルの単位のものが流通している。過去には1ドル、2ドルの紙幣が流通していたが現在では硬貨に変わっている。
また、1セントおよびエリマキトカゲで有名になった2セントの硬貨も流通していたが、1992年に廃止され、一律に切り上げもしくは切り下げで扱われる。この国の硬貨には、特産の動物が描かれている。また、収集型金貨として、「ナゲット金貨」「コアラ金貨」、また地金型銀貨として「カワセミ銀貨」「カンガルー銀貨」などが発行されている。
近年、高い公定歩合を好んで、日本をはじめとする海外からの多大な資本流入がみられる。
現在のオーストラリア・ドルの銀行券（オーストラリア準備銀行(RBA)が発行する）は植物性繊維紙でなく薄いプラスチック（ポリマー）シートに印刷されたポリマー紙幣であり、日本銀行券でいう透かしに相当する部分には透明のフィルムが使われている。撥水性を持ち、手で引き裂くことが不可能という丈夫なもので、製造コストはかかるが耐用年数は植物性繊維紙の3～5倍といわれている。RBAとオーストラリア連邦科学産業研究機構(:en:CSIRO)の技術による非繊維・無孔の二軸配列ポリプロピレンで作られたポリマー紙幣はオーストラリアへの委託生産または技術供与によって各国に広がっている（イギリス、カナダ、ニュージーランド、ルーマニアなど）。

## 歴史
1966年にそれまでのオーストラリア・ポンドからオーストラリア・ドルに置き換えられるまでは、オーストラリアの貨幣は英国通貨を中心としたポンド通貨圏に属しレートも基本的に英国に連動していた。

### ロイヤル
それに先立つ1965年、当時の首相ロバート・メンジーズは、通貨の名称（通貨単位）を「The Royal （ロイヤル）」にしたいと望んでいた。この他、様々な名称案が上がっていたが、ロバート・メンジーズの影響によりThe Royalに落ち着き、オーストラリア準備銀行の下で印刷される準備に入った。しかしこの名称は不評を買い、後にドルと名付けられることとなった。

### ドル
1966年2月14日、それまでの1ポンドにつき2ドルのレートで、オーストラリア・ドルが世間へと紹介された。10シリングは、1ドル相当とされた。しかし実際には、導入当初のレートは英国通貨に連動し、8シリング＝1ドルに固定されていた。1967年に英国がアメリカ・ドルに対して英国ポンドの切り下げを行った際、オーストラリアはオーストラリア・ドルを英国ポンドに連動させる政策をとらず、ポンド通貨圏から離脱することとなった。

## 流通硬貨と紙幣

### 硬貨
すべての硬貨の表にイギリス連邦の君主（エリザベス2世、2024年よりチャールズ3世）の肖像がある。5セント～50セント硬貨は白銅（銅75%にニッケル25%）、1ドル硬貨と2ドル硬貨はニッケルアルミニウム青銅（銅92%にアルミニウム6%とニッケル2%）の割合で製造する。現在流通している現金の最小単位は5セント硬貨であるため、現金支払いの場合はセント単位の計算上の金額の一の位に対してスウェディッシュ・ラウンディング（二捨三入七捨八入）が行われる。
- 5セント:裏面はハリモグラの絵。
- 10セント:裏面はコトドリ。
- 20セント:裏面はカモノハシ。
- 50セント:正十二角形。裏面はオーストラリアの国章。
- 1ドル:裏面は5頭のカンガルーの絵。
- 2ドル:裏面はアボリジニと南十字星の絵。

#### 記念硬貨
流通用の記念硬貨が50セント、1・2ドルの額面で頻繁に発行されており、第2次世界大戦、オリンピック、コモンウェルスゲームズなどの非常に多彩な絵柄が存在する。2010年代からはカラーインクで絵柄の一部を彩色したカラー硬貨が2ドルの額面で発行され始めている。

#### 廃止硬貨
1セント、2セント硬貨が存在し流通していたが、貨幣価値が低いため1992年に廃止された。

### 紙幣
前述のとおり、すべてポリマー紙幣である。1990年代に発行された第一シリーズと、偽造防止技術を強化して2010年代に発行された第二シリーズが混在して流通している。
- 5ドル:紫色。表はエリザベス2世、裏はキャンベラの連邦議事堂。1995年、2016年発行。
  - 2022年にエリザベス2世が崩御しチャールズ3世が国王に即位したが、硬貨とは異なり本紙幣の肖像が自動的にチャールズ3世になるわけではないと言明されており[5]、代わりにアボリジニ文化を描くことが検討されている[6]。
- 10ドル:青色。表はバンジョー・パターソン、裏はマリー・ギルモア（英語版）。1993年、2017年発行。
- 20ドル:赤色。表はマリー・ライビー（英語版）、裏はジョン・フリン（英語版）。1994年、2019年発行。
- 50ドル:黄色。表はデイビッド・ユナイポン（英語版）、裏はエディス・カーワン（英語版）。1995年、2018年発行。なお、第二シリーズは発行初期にマイクロ文字の1箇所の「responsibility」が「responsibilty」になったスペルミスが存在した[7]。
- 100ドル:緑色。表はネリー・メルバ、裏はジョン・モナシュ（英語版）。1996年、2020年発行。

#### 記念紙幣
- 10ドル:黄色。表はジェームズ・クックの上陸の様子と帆船サプライ号（英語版）、裏はアボリジニの少年とアボリジニ文化の意匠。1988年発行。
- 5ドル:紫色。表はヘンリー・パークス（英語版）、裏はキャサリン・ヘレン・スペンス（英語版）。2001年発行。

#### 廃止紙幣
1ドル、2ドル紙幣が存在し流通していたが、どちらも同額面の硬貨が発行された為、1ドル紙幣は1984年に、2ドル紙幣は1988年に廃止された。

## 為替レート
| 対ドル |  | 対円 |
| 対ドル |  | 対円 |

ニューヨーク連邦準備銀行のForeign Exchange Rates Historical Searchを元にしている。